# Julija Dowhal
Julija Witalijiwna Dowhal (ukrainisch Юлія Віталіївна Довгаль, engl. Transkription Yuliya Dovhal; * 2. Juni 1983 in Kirowohrad) ist eine ukrainische Gewichtheberin.

## Karriere
Julija Dowhal nahm an den Olympischen Sommerspielen 2008 in Peking teil, wo sie in der Gewichtsklasse ab 75 kg den siebten Platz mit einer Gesamtleistung 258 kg erringen konnte.
2007 gewann die Ukrainerin die Bronzemedaille der Europameisterschaften mit einer Leistung von 255 kg. Bei den Europameisterschaften 2008 holte Dowhal die Silbermedaille mit 258 kg. 2009 wurde sie Dritte mit einem Zweikampfergebnis von 252 kg.

## Internationale Erfolge
| Jahr | Platz | Wettbewerb                             | Gewichtsklasse | |
| 2007 | 3.    | EM                                     | über 75 kg KG  | mit 255 kg |
| 2008 | 2.    | EM                                     | über 75 kg KG  | mit 258 kg |
| 2008 | 7.    | Olympische Sommerspiele 2008 in Peking | über 75 kg KG  | mit 258 kg |
| 2009 | 3.    | EM in                                  | über 75 kg KG  | mit 252 kg |
| 2012 | 3.    | EM in Antalya                          | über 75 kg KG  | mit 273 kg (123–150) hinter Tatjana Jurjewna Kaschirina mit 328 kg (145–183) und Julia Konowalowa mit 274 kg (121–153) |